# Скилак
Скилакс Кариандски (на старогръцки: Σκύλαξ ὁ Καρυανδεύς) е древногръцки мореплавател и географ от 6 век пр.н.е.

## Биография
Роден е в Карианда в Кария, югозападна Мала Азия. По заръка на Дарий I в 519 – 516 г. пр.н.е. осъществява пътешествие от Каспатир на река Кабул в Гандхара, спускайки се от там до и по река Инд, след което обикаля по крайбрежието на Персийския залив.
Неговите описания не са се запазили, но на тях се опират Хекатей Милетски и „бащата на историята“ Херодот.
Заради авторитетното му антично име на пионер-първоизследовател, неговото име носи и т.нар. „Периплус на Псевдо-Скилакс“.